# مدرسة القواعد

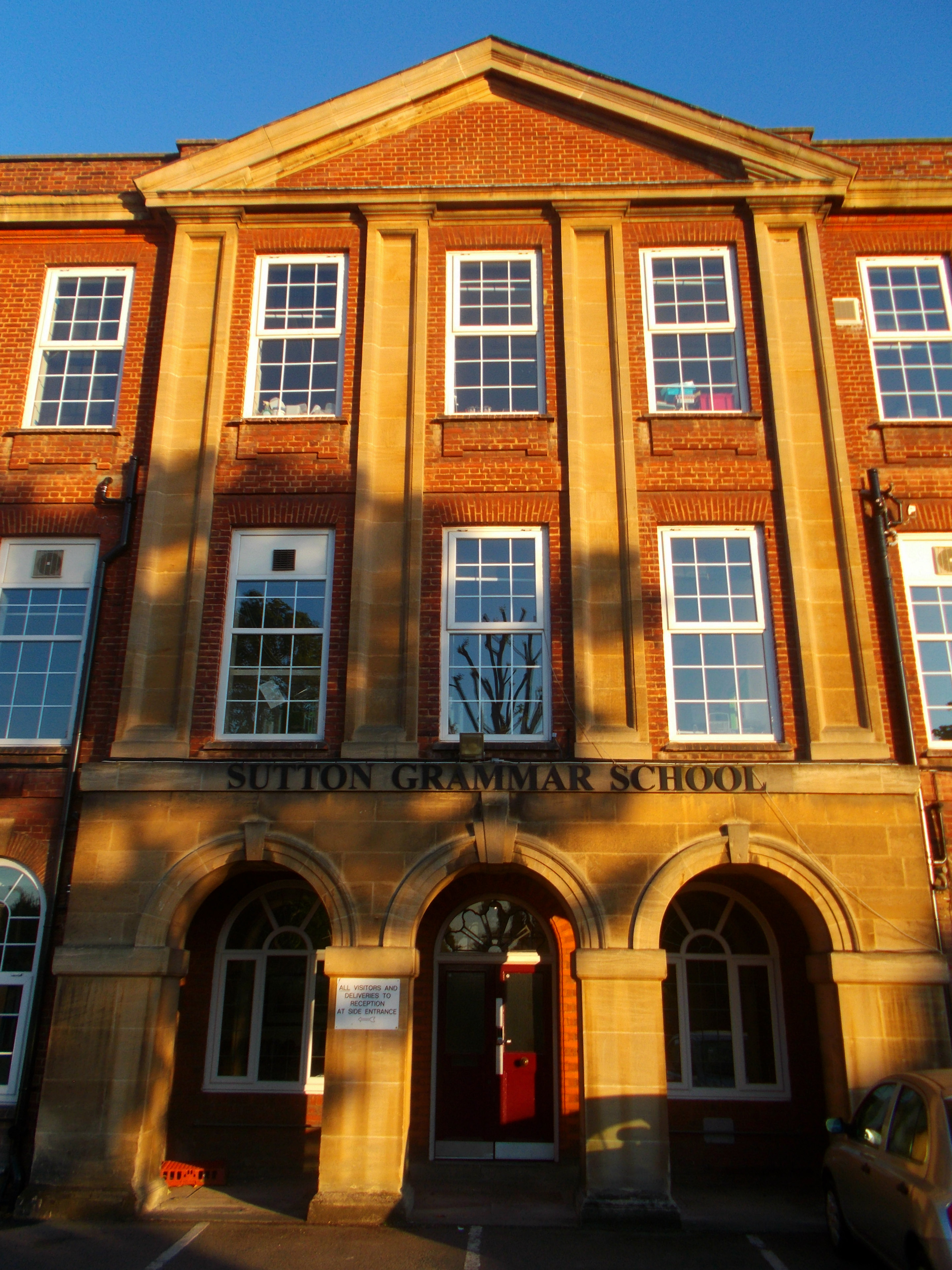
مدرسة ساتون النحوية في ساتون، لندن، واحدة من خمس مدارس قواعدية متبقية في لندن بورو ساتون

تعتبر المدرسة القواعد واحدة من عدة أنواع مختلفة من المدارس في تاريخ التعليم في المملكة المتحدة وغيرها من البلدان الناطقة بالإنجليزية، وهي في الأصل مدرسة لتعليم اللغة اللاتينية، ولكن في الآونة الأخيرة أصبحت  مدرسة ثانوية ذات توجه أكاديمي.

## التاريخ

### مدارس القواعد في القرون الوسطى
على الرغم من أن المصطلح "scolae grammaticales" لم يستخدم على نطاق واسع حتى القرن الرابع عشر، إلا أن أول هذه المدارس ظهرت من القرن السادس، على سبيل المثال. مدرسة الملك، كانتربري (تأسست 597) و مدرسة الملك، روشستر (604). كانت المدارس مرتبطة بالكاتدرائيات و الأديرة، و تعليم اللاتينية ( لغة الكنيسة ) إلى الكهنة والرهبان المستقبليين . وأضيفت أحياناً مواضيع أخرى مطلوبة للعمل الديني، بما في ذلك الموسيقى والآية (للشعائر الدينية)، و علم الفلك والرياضيات (للتقويم الكنسي) والقانون (للإدارة).

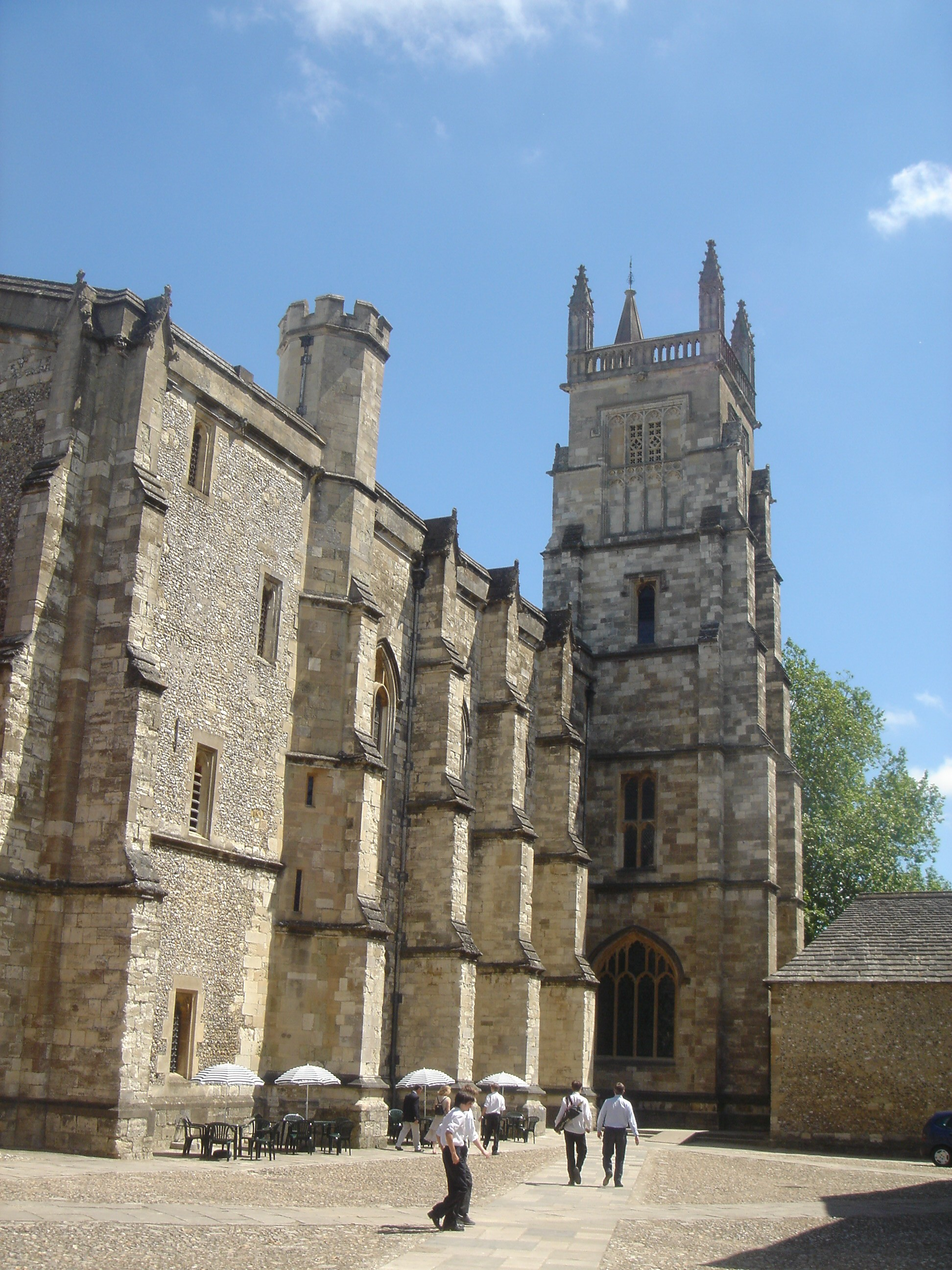
كلية وينشستر